# Nodiko Tatishvili
Nodiko Tatishvili (ნოდიკო "ნოდარ" ტატიშვილი født 1986) er en georgisk sanger. Han repræsenterede Georgien ved Eurovision Song Contest 2013.